# Scotia (Nebraska)
Scotia je selo u američkoj saveznoj državi Nebraska. Prema popisu stanovništva iz 2010. u njemu je živjelo 318 stanovnika.